# Wilma Landkroon

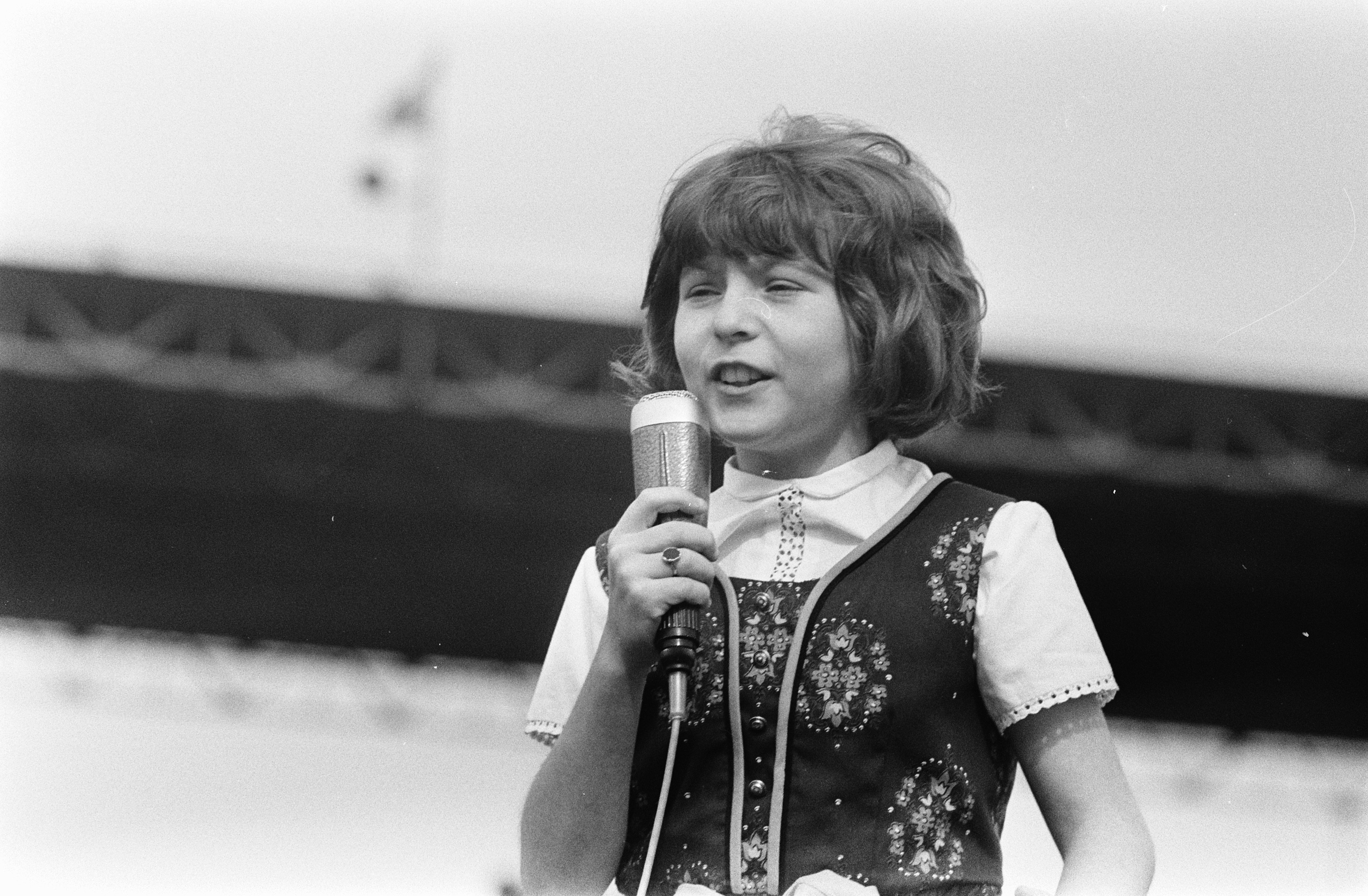
Wilma Landkroon (1969)

Wilma Landkroon (* 28. April 1957 in Enschede, Niederlande) ist eine niederländische Schlagersängerin und ein ehemaliger Kinderstar.

## Leben

### Anfänge als Kinderstar
Wilma Landkroon wurde als 11-Jährige als Wilma mit ihrem Lied Heintje, baue ein Schloß für mich schlagartig in Deutschland und den Beneluxstaaten bekannt. Das Lied war eine von dem niederländischen Sänger und Musikmanager Gert Timmerman produzierte Antwort auf Heintjes Erfolgshit Ich bau dir ein Schloß. Die Sängerin erreichte mit diesem Titel höhere Chart-Platzierungen als ihr Pendant Heintje. Bald wurde Klaus Lorenzen Produzent der jungen Sängerin. Weitere Hits wie Zauberfee (niederländisch: Toverfee) platzierten sich 1969 in den Charts. 
Wilma Landkroon begann, ihre Lieder nicht nur auf Deutsch und Niederländisch, sondern auch in anderen Sprachen wie Englisch oder sogar Japanisch aufzunehmen und erzielte nun auch international Erfolge, unter anderem mit dem Titel Lavendel blue (niederländisch: 'n Suikerspin). Weitere Erfolgstitel von Wilma waren 1969 und 1970 unter anderem Ein Holzschuh mit Segeln (Een klomp met een zeiltje), Weine nicht beim Auf Wiedersehn (Huil toch niet als je weg moet gaan) und 80 rote Rosen (80 rode rozen). 
Auch in zwei deutschen Spielfilmen wirkte Wilma Landkroon mit. Sie spielte an der Seite von Roy Black und Helga Anders im Film Unser Doktor ist der Beste (1969) und sang das Lied Ein Holzschuh mit Segeln, im gleichen Jahr hatte sie mit dem Lied Ein Tag wie dieser Tag einen Gesangsauftritt im Film Klassenkeile.
Anfang der 1970er-Jahre nahm dann der bekannte niederländische Komponist Pierre Kartner die junge Sängerin unter seine Fittiche. Im Duett mit Vader Abraham hatte sie mit Zou het erg zijn einen großen Hit, der in den niederländischen Charts Nr. 1 wurde. Dieser Erfolg war allerdings fast ausschließlich auf die Niederlande beschränkt.

### Misserfolge und Comebacks
Wilma Landkroons kurze Karriere neigte sich bald dem Ende entgegen. Ihr Versuch, im Jahr 1973 gemeinsam mit der niederländischen Band De Makkers ein Repertoire weg vom Image des Kinderstars aufzubauen, scheiterte. Sie erlebte einen sozialen Abstieg, verarmte schnell und kam auf Grund von Eigentumsdelikten mehrmals in Kontakt mit der Polizei. Bei einem Hausbrand im Jahr 1994, in dessen Zusammenhang ihr zunächst Versicherungsbetrug vorgeworfen wurde (die Anschuldigungen erwiesen sich jedoch als unbegründet), verbrannten alle ihre Ehrungen aus ihrer erfolgreichen Zeit. Verschiedene weitere Comeback-Versuche scheiterten. 
In den 90er Jahren und Anfang des ersten Jahrzehnts des 21. Jahrhunderts wurden in den Niederlanden einige Best-of-CDs veröffentlicht. Klaus Lorenzen produzierte eine CD mit Wilmas erfolgreichsten Hits unter dem Titel Wilma – Dubbelgoud = Dubbelgoed. 
Ebenfalls erschien eine CD unter dem Titel Wilma – Toen en Nu, auf der Wilma neben einigen ihrer ehemaligen Hits etliche neu produzierte Titel singt. Die CD wurde nur ein mäßiger Erfolg. In dem Titel Gouden Platen – volle Salen, blickt Wilma Landkroon etwas wehmütig auf ihre große Zeit als Kinderstar zurück. In einem Fernsehinterview in den Niederlanden übte sie 2005 deutliche Kritik an den Umständen, wie sie als Kind und Jugendliche vermarktet wurde.
2009 entschied sich Wilma Landkroon zu einem einmaligen Comeback nach fast 40 Jahren und nahm mit der Sängerin Sylvia Corpiér ein Duett mit dem Titel Niets of Niemand auf, das Ende August in den Holland FM Top 25 Platz 1 erreichte.
Wilma Landkroon ist die Schwester des Komponisten, Textschreibers und Sängers Henny Thijssen und der Sängerin Reiny Landkroon.

## Diskografie (niederländisch)

### Alben
- 1969: Wilma
- 1969: Wilma’s Kerstfeest
- 1970: Veel Liefs van...
- 1971: Zou het erg zijn lieve opa
- 1993: De 34 beste van Wilma
- 2003: Wilma – Toen en Nu
- 2004: Wilma – Dubbelgoud = Dubbelgoed (niederländisch – deutsch)

### Singles
- 1969: Toverfee
- 1969: 80 rode rozen
- 1969: Een klomp met een zeiltje
- 1969: Grootpappa
- 1970: Huil toch niet als je weg moet gaan
- 1970: ’n suikerspin
- 1971: Zou het erg zijn (mit Pierre Kartner)
- 1971: Ik heb een vraag (mit Pierre Kartner)
- 1972: Gebeurtenissen
- 1972: Waarom laat iedereen mij zo alleen
- 1973: Michael (mit De Makkers)
- 1982: Die zwerver op straat
- 2009: Niets of Niemand (mit Sylvia Corpiér)

## Diskografie (deutsch)

### Alben
- 1969: Meine kleine Herzensmelodie
- 1969: Wilma singt zur Weihnacht
- 2004: Wilma – Dubbelgoud = Dubbelgoed (niederländisch – deutsch)

### Singles
- 1968: Heintje, baue ein Schloß für mich
- 1969: Zauberfee
- 1969: 80 rote Rosen
- 1969: Ein Holzschuh mit Segeln
- 1969: Tulpen aus Amsterdam[7]
- 1970: Weine nicht beim Auf Wiedersehn
- 1971: Schenkt man sich Rosen in Tirol (mit John van Kesteren)
- 1971: Waldi